# 80-та паралель північної широти
80-та паралель північної широти — лінія широти, що лежить на 80 градусів північніше земної екваторіальної площини, за Північним полярним колом, в Арктиці. Вона проходить через Атлантичний океан, Європу, Азію, Північний Льодовитий океан та Північну Америку.
На цій широті під час літнього сонцестояння сонце видно 24 години (полярний день), а під час зимового сонцестояння протягом доби тривають астрономічні сутінки (полярна ніч).
80-та паралель північної широти є межею між арктичною та високоарктичною зонами в Національній топографічній системі Канади, у якій діапазон довготи кожного аркуша карти подвоюється, коли меридіан перетинає цю широту, прямуючи на північ.

## Список географічних об'єктів, що перетинає 80° пн. ш.
Починаючи з Гринвіцького меридіану та рухаючись на схід, 80-та паралель північної широти проходить через:
| Координати                                                   | Країна, територія або море | Примітки |
| ------------------------------------------------------------ | -------------------------- | --- |
| 80°0′ пн. ш. 0°0′ сх. д. / 80.000° пн. ш. 0.000° сх. д.      | Атлантичний океан          | Гренландське море |
| 80°0′ пн. ш. 15°58′ сх. д. / 80.000° пн. ш. 15.967° сх. д.   | Норвегія                   | Шпіцберген — проходить через острів Шпіцберген                                                                            |
| 80°0′ пн. ш. 16°33′ сх. д. / 80.000° пн. ш. 16.550° сх. д.   | Протока Гінлопена          | |
| 80°0′ пн. ш. 18°38′ сх. д. / 80.000° пн. ш. 18.633° сх. д.   | Норвегія                   | Шпіцберген — проходить через острів Північно-Східна Земля                                                                 |
| 80°0′ пн. ш. 27°10′ сх. д. / 80.000° пн. ш. 27.167° сх. д.   | Баренцове море             | Проходить південніше островів Сторьойя[en] та Квітьойя, Шпіцберген, Норвегія Проходить південніше острова Вікторія, Росія |
| 80°0′ пн. ш. 50°34′ сх. д. / 80.000° пн. ш. 50.567° сх. д.   | Росія                      | Земля Франца-Йосифа — проходить через острів Нортбрук                                                                     |
| 80°0′ пн. ш. 51°12′ сх. д. / 80.000° пн. ш. 51.200° сх. д.   | Баренцове море             | |
| 80°0′ пн. ш. 58°47′ сх. д. / 80.000° пн. ш. 58.783° сх. д.   | Росія                      | Земля Франца-Йосифа — проходить через острів Сальм                                                                        |
| 80°0′ пн. ш. 60°0′ сх. д. / 80.000° пн. ш. 60.000° сх. д.    | Баренцове море             | |
| 80°0′ пн. ш. 66°13′ сх. д. / 80.000° пн. ш. 66.217° сх. д.   | Карське море               | |
| 80°0′ пн. ш. 91°18′ сх. д. / 80.000° пн. ш. 91.300° сх. д.   | Росія                      | Північна Земля — проходить через острів Піонер[en] та Фіорд Матусевича[en] на острові Жовтневої Революції                 |
| 80°0′ пн. ш. 99°20′ сх. д. / 80.000° пн. ш. 99.333° сх. д.   | Море Лаптєвих              | |
| 80°0′ пн. ш. 105°40′ сх. д. / 80.000° пн. ш. 105.667° сх. д. | Північний Льодовитий океан | |
| 80°0′ пн. ш. 100°9′ зх. д. / 80.000° пн. ш. 100.150° зх. д.  | Канада                     | Нунавут — проходить через острів Мейген                                                                                   |
| 80°0′ пн. ш. 98°45′ зх. д. / 80.000° пн. ш. 98.750° зх. д.   | Протока Свердрупа[en]      | |
| 80°0′ пн. ш. 96°37′ зх. д. / 80.000° пн. ш. 96.617° зх. д.   | Канада                     | Нунавут — проходить через острови Аксел-Гейберг                                                                           |
| 80°0′ пн. ш. 87°9′ зх. д. / 80.000° пн. ш. 87.150° зх. д.    | Протока Юріка[en]          | |
| 80°0′ пн. ш. 86°12′ зх. д. / 80.000° пн. ш. 86.200° зх. д.   | Канада                     | Нунавут — проходить через півострів Фосхайма[en] на острові Елсмір                                                        |
| 80°0′ пн. ш. 82°44′ зх. д. / 80.000° пн. ш. 82.733° зх. д.   | Каньйонфьорд[en]           | |
| 80°0′ пн. ш. 82°1′ зх. д. / 80.000° пн. ш. 82.017° зх. д.    | Канада                     | Нунавут — проходить через острів Елсмір                                                                                   |
| 80°0′ пн. ш. 70°40′ зх. д. / 80.000° пн. ш. 70.667° зх. д.   | Протока Нерса              | |
| 80°0′ пн. ш. 65°2′ зх. д. / 80.000° пн. ш. 65.033° зх. д.    | Гренландія                 | Проходить через мис Клей                                                                                                  |
| 80°0′ пн. ш. 17°14′ зх. д. / 80.000° пн. ш. 17.233° зх. д.   | Гренландія                 | Проходить через острів Ховгаард[en]                                                                                       |
| 80°0′ пн. ш. 17°9′ зх. д. / 80.000° пн. ш. 17.150° зх. д.    | Атлантичний океан          | Гренландське море |